# تعطیلات رؤیایی
تعطیلات رؤیایی نام یک مجموعهٔ تلویزیونی ایرانی به تهیه‌کنندگی مجید اوجی و کارگردانی علیرضا امینی و به نویسندگی احسان جوانمرد است که نوروز ۱۳۹۷ از شبکه دو سیما پخش شد.

## خلاصه داستان
داستان دو برادر به نام‌های رحیم و رستم را به تصویر می‌کشد که در شیراز سکونت دارند. برادر کوچک‌تر که وضع مالی بهتری دارد سال پیش برای تعطیلات عید خانواده رحیم را که یک معلم بازنشسته است به ترکیه دعوت کرده و برادر بزرگتر را صدد جبران است و می‌خواهد امسال خانواده رستم را با هزینه خودش به کیش ببرد. غافل از اینکه آن‌ها قصد سفر به پاریس را دارند. این دو برادر که هر کدام در مسیر علم و ثروت به موفقیت‌هایی رسیده‌اند و در ایام نوروز با خانواده‌هایشان در مهمانسرایی در کیش اقامت می‌کنند و در کیش اتفاقات‌های سخت و شیرین رخ می‌دهد که همین اتفاقات سرآغاز ماجراهای جالب و دیدنی است.

## بازیگران
- محمدرضا شریفی‌نیا در نقش رستم فتوحی،همسر گلبانو،پدر روشنک،مرجان،رویا
- محمود عزیزی در نقش رحیم فتوحی،همسر محبوبه،پدر سینا و ستاره،برادر بزرگتر رستم
- افسانه بایگان در نقش گل بانو همسر رستم،مادر روشنک،رویا،مادرخوانده مرجان
- افسر اسدی در نقش محبوبه،همسر رحیم،مادر سینا و ستاره
- لاله اسکندری در نقش مرجان،دختر رستم و شهلا،دختر خوانده گلبانو،خواهر رویا و روشنک
- علی صادقی در نقش اِبی،عاشق ستاره ،تور لیدر کمپ
- ارسلان قاسمی در نقش سینا،خواهر ستاره،پسر عمو،روشنک،رویا،روشنک
- علی اوجی در نقش بهروز،همسر رویا
- مریم معصومی در نقش رؤیا،همسر بهروز،خواهر روشنک و دختر رستم و گلبانو
- خاطره حاتمی در نقش روشنک،دختر گلبانو و رستم،خواهر مرجان و رویا
- سولماز آقمقانی در نقش ستاره،دختر محبوبه و رحیم،خواهر سینا،دختر عمو روشنک،رویا و مرجان معشوقه ابی
- رضا یزدانی در نقش رضا یزدانی،خواننده پاپ
- فاطمه هاشمی در نقش همسر آقای دکتر،دستیار دکتر
- فرهاد بشارتی آقای دکتر،دکتر طب سنتی
- ژاله درستکار
- مرتضی علی‌آبادی در نقش موری،دوست ابیمهدی افشار در نقش رضا سورتیجی،مدیر برنامه رضا یزدانی
- مسعود لقی
- عباس دقاقی
- محمد دقاقی
- بدری برنجانی